# A1 (motorväg, Luxemburg)
A1 är en motorväg i Luxemburg som utgår från huvudstaden  Luxemburg och går i riktning österut förbi Wasserbillig och vidare över gränsen till Tyskland. Detta är också den motorväg som utgör den huvudsakliga förbindelsen mellan Luxemburg och Tyskland. Motorvägen används även lokalt för trafik inom Luxemburg.